# Treptowsee
Der Treptowsee ist ein See im Gebiet der Gemeinde Ruhner Berge im Landkreis Ludwigslust-Parchim in Mecklenburg-Vorpommern. Der See grenzt fast vollständig an das Gemeindegebiet Siggelkow.
Der wenig gegliederte kreisförmige See ist ungefähr 930 Meter lang und bis zu 860 Meter breit. Das Seeufer ist bis auf den Südteil vollständig bewaldet. Im Norden und Westen befindet sich das Waldgebiet Pankower Tannen. Am Nordufer befindet sich eine Badestelle.

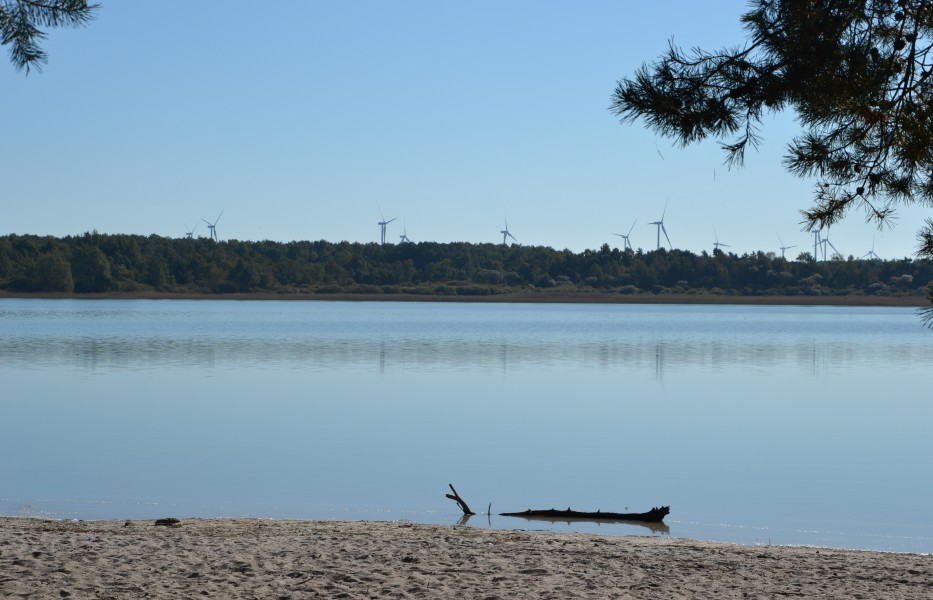
Badestelle, Blick nach Südosten